# Piroksykam
Piroksykam (ang. Piroxicam) – niesteroidowy lek przeciwzapalny z grupy oksykamów o działaniu przeciwzapalnym, przeciwbólowym i przeciwgorączkowym. Jego działanie polega głównie na hamowaniu cyklooksygenazy. Stosowany przeważnie w chorobie zwyrodnieniowej stawów oraz w reumatoidalnym zapaleniu stawów. Dość często (ok 30%) u pacjentów przyjmujących przewlekle piroksykam występują działania niepożądane, najczęściej są to zaburzenia ze strony przewodu pokarmowego.

## Mechanizm działania
Hamowanie działalności cyklooksygenazy typu 1 (COX-1) oraz cyklooksygenazy typu 2 (COX-2), odpowiedzialnej za syntezę prostaglandyn prozapalnych.
Hamuje agregację płytek krwi.
Jest metabolizowany w wątrobie poprzez hydroksylację pierścienia pirydolowego łańcucha bocznego i sprzęganie z kwasem glukuronowym.

## Wskazania
- choroba zwyrodnieniowa stawów
- reumatoidalne zapalenie stawów
- zesztywniające zapalenie stawów kręgosłupa
- dna moczanowa
- bolesne miesiączkowanie
- przeciwbólowo po niewielkich zabiegach dentystycznych, ortopedycznych i chirurgicznych

## Przeciwwskazania
- nadwrażliwość na lek
- astma aspirynowa
- czynna choroba wrzodowa

Ostrożnie:
- niewydolność nerek
- niewydolność wątroby
- choroba wrzodowa w wywiadzie
- niewyrównana niewydolność serca
- nadciśnienie tętnicze
- choroby nerek
- obrzęki
- zaburzenia krzepnięcia krwi
- osoby w podeszłym wieku

## Działania niepożądane
- zaburzenia ze strony przewodu pokarmowego
  - zapalenie jamy ustnej
  - owrzodzenia
  - zapalenie żołądka
  - brak apetytu
  - bóle brzucha
  - nudności
  - zaparcia
  - wzdęcia
  - niestrawność
  - wymioty
  - zaburzenia czynności wątroby
  - żółtaczka
  - krwawienia z przewodu pokarmowego
- zaburzenia hematologiczne:
  - niedokrwistość
  - leukopenia
  - eozynofilia
  - małopłytkowość
  - aplazja szpiku
- obrzęki
- zawroty głowy
- senność
- zmiany skórne:
  - świąd
  - osutka
  - rumień wielopostaciowy
  - zespół Stevensa-Johnsona
  - martwica toksyczna rozpływna naskórka
  - wyprysk pęcherzowy
- zaburzenia czynności nerek:
  - krwiomocz
  - białkomocz
  - śródmiąższowe zapalenie nerek
  - zespół nerczycowy
  - kłębuszkowe zapalenie nerek
  - hiperkaliemia
  - martwica brodawek nerkowych
  - niewydolność nerek
- depresja
- szum w uszach
- złe samopoczucie
- bóle głowy

## Stosowanie w trakcie ciąży i karmienia
Kategoria B. W okresie okołoporodowym – D. W I i II trymestrze ciąży stosować tylko w razie zdecydowanej konieczności. Nie stosować w III trymestrze i okresie karmienia piersią.

## Dawkowanie
Według zaleceń lekarza.

## Preparaty
- Apo-Piroxicam
- Feldene
- Flamexin
- Hotemin
- Piroxicam